# Petit-Pont
Petit-Pont (Cầu nhỏ) là một cây cầu nhỏ bắc qua sông Seine ở trung tâm thủ đô Paris của Pháp. Cây cầu này nối Île de la Cité (thuộc quận 4) với đoạn nối giữa kè Montebello và kè Saint-Michel (thuộc quận 5).
| Métro Paris | Bến tàu điện ngầm: Saint-Michel |

## Lịch sử
Petit-Pont được xây dựng lần đầu năm 1185 trong thời Trung Cổ. Cây cầu gốc này bị phá huỷ năm 1196 và được xây dựng lại vào năm 1394 theo lệnh của vua Charles VI. Công trình hoàn thành năm 1416, đó là một cây cầu vòm có 3 nhịp. Bị nước cuốn trôi, Petit-Point phải xây dựng lại trong khoảng thời gian từ 1406 đến 1416. Cây cầu gỗ này tồn tại đến hết thế kỷ 17 thì một lần nữa bị hoả hoạn thiêu rụi vào năm 1718 và được thay thế bằng một cây cầu vẫn bằng chất liệu gỗ. Năm 1853 người ta quyết định xây dựng một cây cầu vòm bằng đá vững chắc hơn, đó là Petit-Point tồn tại đến nay.